# かにさん かにさん
「かにさん かにさん」は、日本の楽曲。作詞：さくら七人、作曲：櫻田誠一、編曲：梅垣達志。

## 概要
1994年2月、NHK『みんなのうた』で放送。「庶民」を「ケガニになれないクリガニ」に例え、助け合いながら社会で頑張ろうという、人生の応援歌。歌は川谷拓三が担当したが、この楽曲の本放送終了から1年10か月後の1995年12月22日に川谷が死去したため、『みんなのうた』での最初で最後の起用となった。
同番組の放送で使用されたアニメ映像は、西村緋祿司が製作を担当し、登場するカニの頭を人間の頭に似せて表現し、主人公となるクリガニは川谷の顔に似せている。以後、西村製作による『みんなのうた』の楽曲での放送映像では、「おいらに惚れちゃ怪我するぜ!」のえなりかずきや「ワン・ニャン物語」のキンキン・ケロンパをアニメキャラ化している。
本放送から10ヶ月後の1994年12月 - 1995年1月にはラジオで再放送され、川谷没後の約15年後の2010年2月 - 3月に初めてテレビで再放送が行われた。